# Сельское поселение «Нижнестанское»
Се́льское поселе́ние «Нижнестанское» — муниципальное образование в Тунгокоченском районе Забайкальского края Российской Федерации.
Административный центр — село Нижний Стан.

## История
Статус и границы сельского поселения установлены Законом Читинской области от 19 мая 2004 года «Об установлении границ, наименований вновь образованных муниципальных образований и наделении их статусом сельского, городского поселения в Читинской области».

## Население
| 2010 | 2011 | 2012 | 2013 | 2014 | 2015 | 2016 |
| ---- | ---- | ---- | ---- | ---- | ---- | ---- |
| 954  | ↘950 | ↘945 | ↘939 | ↘926 | ↘922 | ↘905 |
| 2017 | 2018 | 2019 | 2020 | 2021 |      |      |
| ↘902 | ↘882 | ↘877 | ↘846 | ↘670 |      |      |

## Состав сельского поселения
| № | Населённый пункт | Тип населённого пункта       | Население |
| - | ---------------- | ---------------------------- | --------- |
| 1 | Бутиха           | село                         | ↘73       |
| 2 | Нижний Стан      | село, административный центр | ↘590      |
| 3 | Сухайтуй         | село                         | ↘21       |
| 4 | Халтуй           | село                         | ↘137      |
| 5 | Цагакшино        | село                         | ↘11       |